# Tachigali pimichinensis
Tachigali pimichinensis là một loài thực vật có hoa trong họ Đậu. Loài này được (R.S. Cowan) Zarucchi & Herend. miêu tả khoa học đầu tiên năm 1998.